# José Miguel Carrera

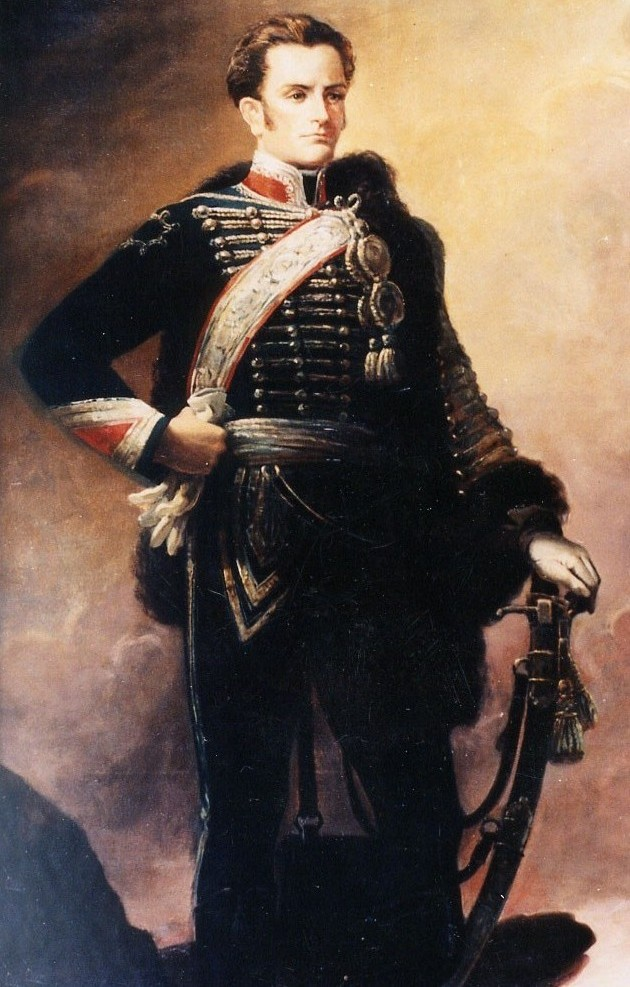
José Miguel Carrera, Porträt von Miguel Venegas Cifuentes

José Miguel Carrera Verdugo (* 15. Oktober 1785 in Santiago de Chile; † 4. September 1821, hingerichtet in Mendoza, Argentinien) war lateinamerikanischer Nationalheld und chilenischer Politiker.

## Leben

### Jugend und Ausbildung
Er war der Sohn von Ignacio de la Carrera und Bruder von Juan José Carrera, Luis Carrera und Javiera Carrera. Er war verheiratet mit Mercedes Fontecilla Valdivieso, mit der er vier Töchter und einen Sohn hatte: José Miguel Carrera Fontecilla, der seinerseits Vater des Helden der Schlacht von Concepción war, des Kapitäns Ignacio Carrera Pinto.
José Carrera wurde als drittes Kind (nach seiner Schwester Javiera und seinem Bruder Juan José) des Armeeobersten Ignacio de la Carrera und seiner Frau Francisca de Paula Verdugo Fernández de Valdivieso y Herrera geboren. Carrera erhielt seine Schulausbildung am renommierten Convictorio Carolino von Santiago. Dort freundete er sich mit Manuel Rodríguez Erdoíza an, der im chilenischen Unabhängigkeitskrieg zu einem gefeierten und gefürchteten Guerillero werden sollte.
Nach der Schulzeit sandten ihn seine Eltern nach Spanien. Dort trat er 1808 in die Armee ein und kämpfte im spanischen Unabhängigkeitskrieg gegen die napoleonischen Truppen. In der Schlacht bei Ocaña wurde er verwundet und danach nach Cádiz versetzt. Er wurde mit dem Talavera-Kreuz ausgezeichnet und zum sargento mayor (etwa Major / Oberstleutnant) im Regiment der galicischen Husaren befördert. Cádiz war damals das Zentrum des politischen Spanien; dort trat der Regierungsrat zusammen, um eine Verfassung für das Königreich zu erarbeiten.
Es ist wahrscheinlich, dass Carrera in Cádiz mit Joaquín Fernández de Leiva zusammentraf, dem Halbbruder seines Freundes Manuel Rodríguez. Fernández war Vertreter Chiles bei den Cortes von Cádiz. Auch mit José de San Martín traf er in Cádiz zum ersten Mal zusammen.

### Die „alte Republik“ (La patria vieja)
Als Carrera erfuhr, dass sich in Chile am 18. September 1810 eine Junta de Gobierno gebildet hatte, um die Regierung zu führen, solange es keinen spanischen König gab, schiffte er sich am 17. April 1811 an Bord des englischen Kriegsschiffes Standard ein und erreichte Santiago am 26. Juli 1811. Mit 25 Jahren wurde er zu einer der treibenden Kräfte der chilenischen Unabhängigkeitsbewegung. Im Gegensatz zu den bis dahin vorherrschenden Gemäßigten, die sich mit einer Autonomie im Rahmen der spanischen Monarchie begnügen wollten, strebte er die volle Unabhängigkeit Chiles von Spanien an.
Als José Miguel Carrera in Chile ankam, wurde der am stärksten unabhängigkeitsorientierte Teil der Junta von Juan Martínez de Rozas geführt, der derselben Freimaurer-Loge angehörte wie er selbst, den Caballeros Racionales de Cádiz. Ihnen standen zum einen die Gemäßigten gegenüber, zum anderen die panamerikanisch orientierten Verfechter eines lateinamerikanischen Pendants zu den Vereinigten Staaten von Amerika, die von der Freimaurerloge Lautaro dominiert wurden. Wegen angeblicher Unregelmäßigkeiten bei den ersten Kongresswahlen bereiteten Carreras Brüder Juan José und Luis, die den Oberbefehl über die Truppen in der Hauptstadt hatten, einen Staatsstreich vor. José Miguel überzeugte seine Brüder, abzuwarten, während er mit den konservativeren Kräften nach einer friedlichen Lösung suchen wolle.
Dieser Versuch schlug jedoch fehl, und Carrera entschied, dass tatsächlich nur ein Staatsstreich die Lösung bringen könne, den er am 4. September 1811 unternahm. Daraufhin übernahmen im Kongress die nach Unabhängigkeit strebenden Kräfte die Führung. Dennoch putschte Carrera am 15. November erneut. Der Kongress blieb zwar formal bestehen, die Macht ging jedoch in die Hände eines Triumvirats über, das aus José Gaspar Marín (für Coquimbo), Bernardo O’Higgins – als Ersatz für den Rivalen Rozas – für Concepción und Carrera für Santiago bestand.
Seine Absichten und Motive bei diesem zweiten Putsch wurden kontrovers diskutiert. Carrera selbst nennt drei Motive: Die Einberufung des Kongresses habe nicht dem Willen der gesamten Bürgerschaft entsprochen. Zudem (so in einer weiteren Veröffentlichung) sei die Berufung des Kongresses ein politischer Fehler gewesen, weil das Land für diese Art von Institution noch nicht reif gewesen sei. Schließlich bemängelte er Unregelmäßigkeiten bei der Wahl der Abgeordneten. In seinem privaten Tagebuch gibt er außerdem zu, dass er die Vorherrschaft der Familie Larraín brechen wollte.
Wenig später, am 2. Dezember 1811, löste er den Kongress auf, was zum Rücktritt von Marín und O’Higgins führte. Als Grund führte er in seinem Tagebuch an: „Die Männer, die den Kongress bilden, sind in Mehrheit Ignoranten, Mörder und am Ende von einem oder zwei Perversen dirigiert“.
Im Besitz der Alleinherrschaft und unter dem Einfluss von Joel Roberts Poinsett, dem ersten Gesandten der USA in Chile, schuf er die ersten nationalen Symbole und Institutionen. Er entwarf die erste chilenische Verfassung, eine Flagge und ein Wappen und förderte die Presse, indem er die erste Druckerpresse nach Chile einführte. Bald darauf erschien als erste Zeitung im Lande die Aurora de Chile. Carrera setzte außerdem den 18. September als Nationalfeiertag fest; er wird noch heute in Chile begangen.

### Unabhängigkeitskrieg und Reconquista
Als spanische Expeditionstruppen unter Antonio Pareja 1813 im Süden Chiles landeten, um die Unabhängigkeitsbewegung niederzuschlagen, übernahm Carrera den Oberbefehl über die Unabhängigkeitstruppen. Er erlangte einige Erfolge und konnte die Stadt Concepción von den Spaniern zurückerobern. Dennoch litt die Kriegsführung unter Desertion und taktischen Fehlern; die Stadt Chillán belagerte er vergebens, weil ihm die erforderlichen Mittel fehlten. Bei der Überraschung von El Roble am 17. Oktober 1813 wurde Carrera von spanischen Einheiten umzingelt und rettete sich nur durch einen Sprung in den Fluss vor der Gefangennahme, während eine andere Einheit unter O’Higgins die Spanier doch noch bezwang.
Im Januar 1814 entband ihn die Regierung vom Oberbefehl, den sie in die Hände des siegreichen Brigadiers Bernardo O’Higgins legte. Carrera wurde auf dem Weg von Concepción nach Santiago von den Spaniern gefangen genommen, ihm gelang aber die Flucht.
Die aus seiner Sicht allzu nachgiebige Haltung der Regierung unter dem Director Supremo Francisco de la Lastra, die im Mai 1814 im Vertrag von Lircay den durch den Vertrag von Valençay wieder eingesetzten spanischen König Ferdinand VII. ihrer Loyalität versichert und Chile als integralen Bestandteil der spanischen Monarchie bestätigt hatte, führte zu einem dritten Staatsstreich Carreras. In den Morgenstunden des 23. Juli 1814 übernahmen die Brüder Carrera gemeinsam mit dem Priester Julián Uribe und der Unterstützung von unabhängigkeitsgesinnten Truppen in Santiago handstreichartig die Macht. Die Regierung la Lastra wurde abgesetzt, an ihre Stelle trat eine Regierungsjunta aus Uribe, José Miguel Carrera und Manuel Muñoz Urzúa.
Während Uribe und Muñoz in Santiago eine Schreckensherrschaft errichteten, focht Carrera einen innerchilenischen Kampf gegen O’Higgins und seine Truppen. Am 26. August 1814 trafen die Parteien in der Schlacht von Las Tres Acequias aufeinander. Dank einer geschickten Defensivtaktik von Carreras jüngstem Bruder Luis wurde O’Higgins geschlagen. Währenddessen nahmen die Spanier Concepción ein und rückten auf Santiago vor. In dieser kritischen Lage begruben Carrera und O’Higgins ihren Zwist und vereinten die vom inneren Kampf geschwächten Armeen.
Carreras Plan sah vor, die Spanier in die Schlucht von Paine zu locken, während O’Higgins sich in der Stadt Rancagua dem Feind stellen wollte. Man vereinbarte, Carreras Plan zu verfolgen und sich bei der Angostura de Paine zu treffen, wo man hoffen durfte, ein auch in Unterzahl gut zu verteidigendes Terrain vorzufinden. In letzter Minute und entgegen den ausdrücklichen Befehlen versammelte O’Higgins am 1. Oktober 1814 die chilenischen Truppen auf dem Hauptplatz von Rancagua. Sie wurden prompt umzingelt und nach einem ganzen Tag des Kampfes bis zum Abend des 2. Oktober 1814 von den spanischen Truppen unter Mariano Osorio im Desaster von Rancagua vernichtend geschlagen.

### Exil in Argentinien
Nach der Niederlage flohen viele chilenische Patrioten nach Mendoza, das zu der Zeit von José de San Martín regiert wurde. San Martín war Mitglied der Lautaro-Loge und empfing O’Higgins und seine Verbündeten mit offenen Armen. Mit den Carreras gab es von Anfang an Spannungen und Machtstreitigkeiten. Die Brüder wurden nach Buenos Aires geschickt, wo Carlos María de Alvear, ein Freund Carreras seit dem Unabhängigkeitskrieg gegen Napoleon in Spanien, zum Nationalhelden geworden war. Am 9. Januar 1815 übernahm er die Macht in Argentinien.
Solange Alvear an der Regierung war, hatte Carrera eine sichere Position in Buenos Aires, doch nachdem Alvear am 15. April zurücktrat, musste auch Carrera fliehen.

### Vereinigte Staaten
An Bord der Expedition machte er sich in die Vereinigten Staaten auf, wo er auf die Unterstützung des ehemaligen US-Konsuls in Santiago, Poinsett, hoffte. Er hatte kein Geld und konnte kein Englisch: Die Sprache erlernte er während der dreimonatigen Überfahrt.
Poinsett machte ihn mit dem US-Außenminister James Monroe bekannt und verschaffte ihm Zugang zum US-Präsidenten James Madison, der ihm erklärte, er könne nichts tun, um die Befreiung Südamerikas zu unterstützen, da die USA zu dieser Zeit Verhandlungen mit Spanien über den Erwerb von Florida führten.
Immerhin gelang es Carrera, mit Hilfe eines anderen Freundes, des Commodore David Porter und weiterer Militärs aus Nordamerika und Europa die erforderlichen Mittel zusammenzubringen, um vier mit Soldaten bemannte Schiffe zur Befreiung Chiles nach Südamerika zu entsenden. Unterdessen war sein Vater Ignacio von den Spaniern auf die Juan-Fernández-Inseln verbannt worden, und die Güter der Familie waren beschlagnahmt.

### Buenos Aires und Montevideo
Am 9. Februar 1817 landete Carrera mit seiner kleinen Flotte in Buenos Aires. San Martín hatte sich zu dieser Zeit mit dem Andenheer auf den Weg über den Andenhauptkamm gemacht, wo er am 12. Februar 1817 die Spanier in der Schlacht von Chacabuco entscheidend schlug. Carrera weigerte sich, seine Flottille unter den Befehl von San Martíns Männern zu stellen. Daraufhin verweigerte der Director Supremo der Vereinigten Provinzen des Río de la Plata, Juan Martín de Pueyrredón, ihm und seinen Schiffen die Weiterfahrt. Als er dennoch ohne Genehmigung aufbrechen wollte, wurde die Flotte festgesetzt und Carrera am 29. März 1817 an Bord der Fregatte Belén inhaftiert.
Mit Hilfe des US-Gesandten konnte Carrera der Haft entkommen und floh nach Montevideo unter den Schutz von General Carlos Frederico Lecor. Während José Miguel in Montevideo weilte, schmiedeten seine Brüder Juan José und Luís eine Verschwörung gegen O’Higgins. Sie wurden in Mendoza festgenommen und hingerichtet. Den Befehl hatte Bernardo de Monteagudo. In Chile hatten die Spanier das Andenheer unter San Martín und O’Higgins in der zweiten Schlacht von Cancha Rayada geschlagen. Für diesen Fall hatte die Lautaro-Loge bereits Pläne vorbereitet, alle politischen Gegner, darunter die Carrera-Brüder, hinzurichten. Als José Miguel dies erfuhr, nahm er den öffentlichen Kampf gegen San Martín und O’Higgins auf.
In der Folge zählte José Miguel Carrera zu den Hauptunterstützern der Föderalisten im Krieg gegen die Unitarier-Regierung in Argentinien. Carrera und die föderalistischen Truppen besiegten die Einheiten der San-Martín-Regierung und zogen siegreich in Buenos Aires ein. Am 23. Februar 1820 wurde im Vertrag von Pilar das föderale System Argentiniens besiegelt.

### Tod
Ebenfalls als Bestandteil des Vertrages erhielt Carrera Gelder und Truppen, mit denen er im Februar 1821 in Richtung Chile marschierte. Nachdem ihm die Gouverneure der Provinzen Córdoba und San Luis, General Juan Bautista Bustos und Oberst Luis Videla, den geforderten freien Durchzug verweigert hatten, besiegte er Bustos bei Chajá und Videla bei Ensenada de las Pulgas und nahm die Stadt San Luis ein. Am 30. August 1821 wurde er von Truppen des Obersten José Albino Gutiérrez bei Punta del Medano geschlagen. Daraufhin versuchte sich Carrera auf Jocoli zurückzuziehen. Seine Truppen meuterten jedoch, nahmen ihn gefangen und lieferten ihn an Gutiérrez aus, der ihn in einem Schauprozess zum Tode verurteilen und am 4. September auf der Plaza von Mendoza erschießen ließ. Sein Grab befindet sich in einem Denkmal, das in der Metropolitankathedrale von Santiago zu Ehren von ihm und seinen Geschwistern, den Carrera-Geschwistern, errichtet wurde.

## Politisches Erbe
Carrera zählt heute zu den Gründungsvätern des unabhängigen Chile. Zu seinem Vermächtnis zählt die Abschaffung der Sklaverei in Chile und die Abschaffung des Adels samt seinen rechtlichen Privilegien. Er gründete die erste Zeitung des Landes und schuf seine erste Flagge und sein Wappen. Er gründete auch die erste freie und säkulare Schule, die als Instituto Nacional heute seinen Namen trägt: Instituto Nacional General José Miguel Carrera; mehrere chilenische Präsidenten und Dutzende Senatoren und Parlamentarier sind aus ihr hervorgegangen.